# Poffertjes

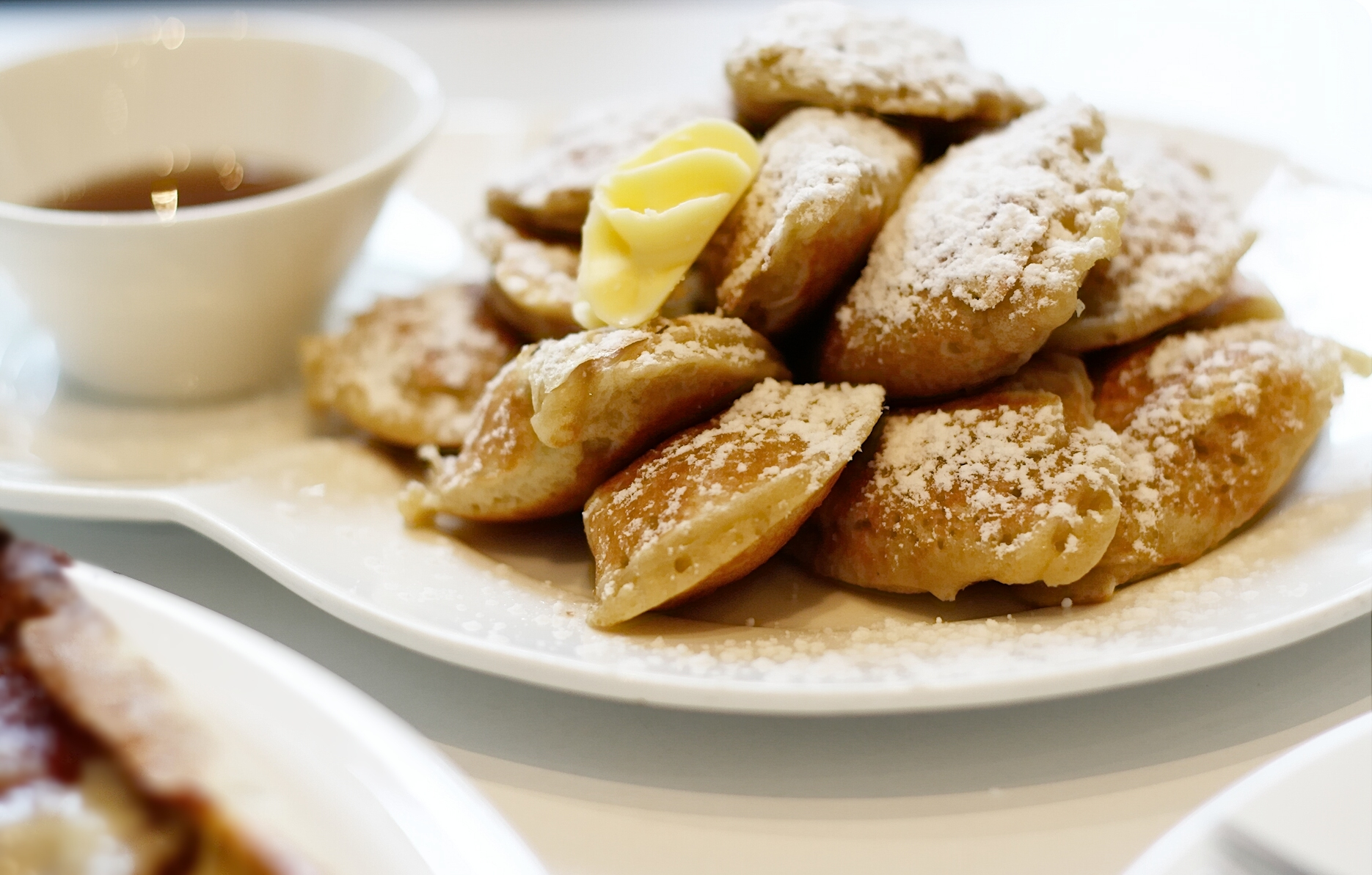
Eine Portion frisch gebackene Poffertjes mit Butter, Puderzucker und Sirup

Poffertjes (IPA: [ˈpɔfɐtjəs], anhörenⓘ) sind eine niederländische Gebäckspezialität, die kleinen, münzgroßen Pfannkuchen ähnelt. Sie sind relativ dick, werden mit kleinen Butterstückchen serviert und mit viel Puderzucker bestreut, wodurch sie deutlich süßer als normale Pfannkuchen schmecken. In den Niederlanden werden Poffertjes mancherorts zusätzlich mit Stroop (Zuckerrübensirup) garniert.

## Geschichte
Ursprünglich kommen die Poffertjes aus Frankreich, wo einer Sage zufolge 1795 in der Nähe von Bordeaux Mönche für ihre Hostien auf Buchweizenmehl umstiegen und so die ersten Poffertjes herstellten. Geschäftsleute waren von der neuartigen Backform sehr angetan und trugen die Kunde von den feinen Pfannküchlein so während der französischen Revolution bis in die Niederlande, wo das Rezept noch verändert wurde. Die niederländischen Poffertjes wurden, damals noch Broedertjes genannt, anfangs vor allem auf Jahrmärkten und Kirchweihfesten verkauft und rasch beliebt.
Heute haben Poffertjes in den Niederlanden den Rang eines Nationalgerichts und sind eine beliebte, alltäglich anzutreffende Feingebäckspezialität, die außer in vielen Bäckereien, Konditoreien, Cafés und Restaurants landesweit an vielen Poffertjesständen auf der Straße angeboten und verzehrt wird. Inzwischen sind Poffertjesstände gelegentlich auch in Deutschland anzutreffen, vor allem in Norddeutschland und im Rheinland sowie insbesondere auf Volksfesten, Jahrmärkten und Weihnachtsmärkten.

## Zutaten, Zubehör und Zubereitung

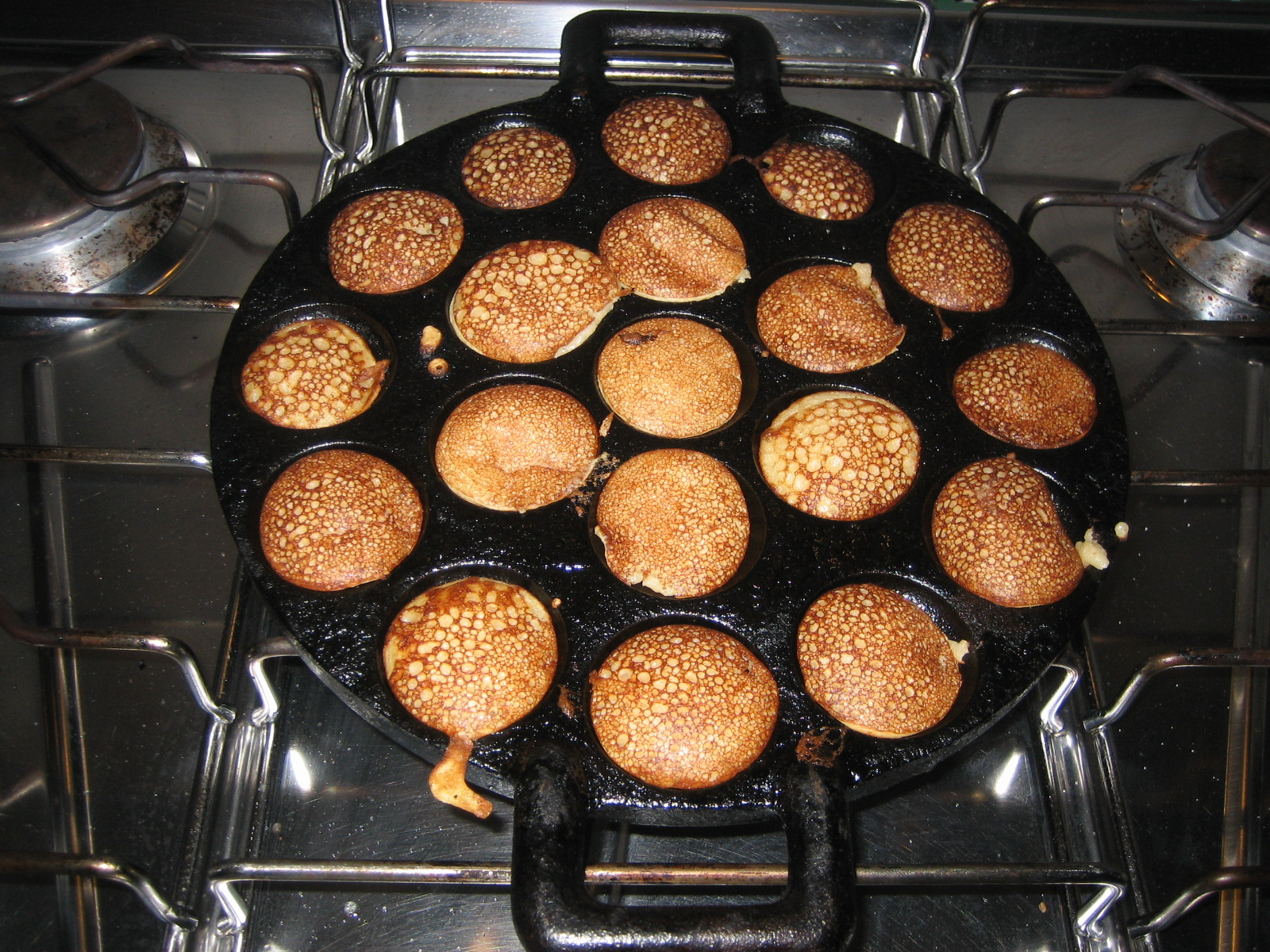
Poffertjes in einer typischen gusseisernen Grübchenpfanne (poffertjespan)

Authentische Nederlandse Poffertjes enthalten Weizenmehl und Buchweizenmehl in einem Mischungsverhältnis von 1:1; weitere Zutaten sind Milch, Eier, Hefe, etwas Salz, geschmolzene Butter und Zucker oder Sirup. Die Teigmasse wird relativ dünnflüssig angerührt.
Poffertjes werden in einer speziellen Pfanne – der poffertjespan – gebacken, deren Böden gerundete Vertiefungen („Mulden“, „Grübchen“) haben, die nicht mehr als etwa 4 cm im Durchmesser aufweisen und in die etwa ein guter Esslöffel der Teigmasse passt. Meistens sind diese Mulden- oder Grübchenpfannen aus Gusseisen; es sind aber auch Aluminium- und Kupferpfannen erhältlich. Im Haushalt auf dem Herd gebräuchliche Pfannen haben zirka 15 bis 20 Vertiefungen. Außerdem gibt es im Handel elektrisch betriebene Poffertjes-Kleingeräte und Poffertjes Maker für den Haushaltsgebrauch. In Betrieben und bei Poffertjesständen werden meist professionelle Gastronomiegeräte eingesetzt, die im Fachhandel als Poffertjesgerät oder Poffertjes-Grill bezeichnet werden. Sie bestehen heute meist aus Gusseisen, weisen zirka 50 bis 100 Mulden auf und werden in der Regel elektrisch beheizt.
Vor jedem Backvorgang werden die Mulden ausgefettet, meist durch Auspinseln mit flüssigem Speisefett. Früher geschah dies mit Hilfe eines hitzebeständigen Baumwolltuchs, das um das eine Ende eines handlichen, runden Holzstabs gewickelt und festgeschnürt war. Das so präparierte Stabende wurde in flüssiges Fett getaucht, traditionell geschmolzene Butter, und dann wurden damit die Mulden „ausgewischt“. An einigen Poffertjesständen ist diese Tradition noch anzutreffen. Beim Backen wird der Teig im Haushalt meist mit einem Esslöffel oder mit einer speziellen Dosierflasche aus Plastik in die ausgefetteten Vertiefungen gegeben. Bei der professionellen Poffertjesherstellung lässt man den Teig zumeist mit einem speziellen Dosiertrichter (mit Portionier-Riegel) in die Vertiefungen laufen. Traditionell erfolgte ein rasches Befüllen mit einer langstieligen Schöpfkelle, was viel Übung erforderte.
Nach der Hälfte der Backzeit werden die einzelnen Poffertjes jeweils mit einer meist langstieligen und zweizinkigen Gabel aus Metall oder Holz gewendet und zu Ende gebacken. Poffertjes werden dabei jedoch nicht vollends durchgebacken, so dass sie noch einen weichen Kern haben. Angeboten bzw. serviert werden sie außer mit den üblichen Zutaten (Butterstückchen, Puderzucker, traditionell auch Zuckerrübensirup) teils noch zusammen mit Schlagsahne und/oder kleingeschnittenen Früchten. Alternativ zum deftiger schmeckenden Zuckerrübensirup wird auch Ahornsirup verwendet.

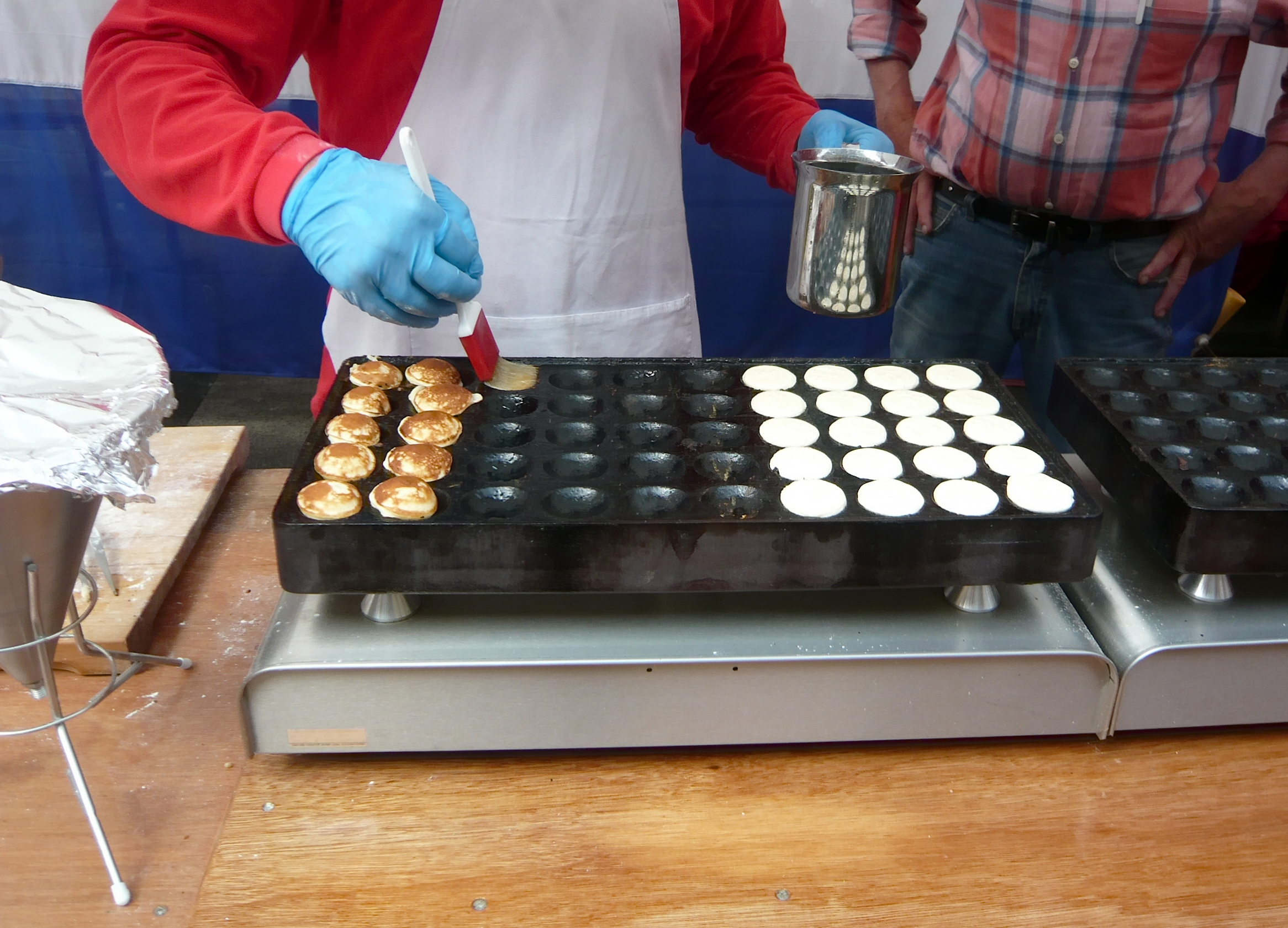
Ausfetten der Pfannen-Vertiefungen mit flüssigem Speisefett
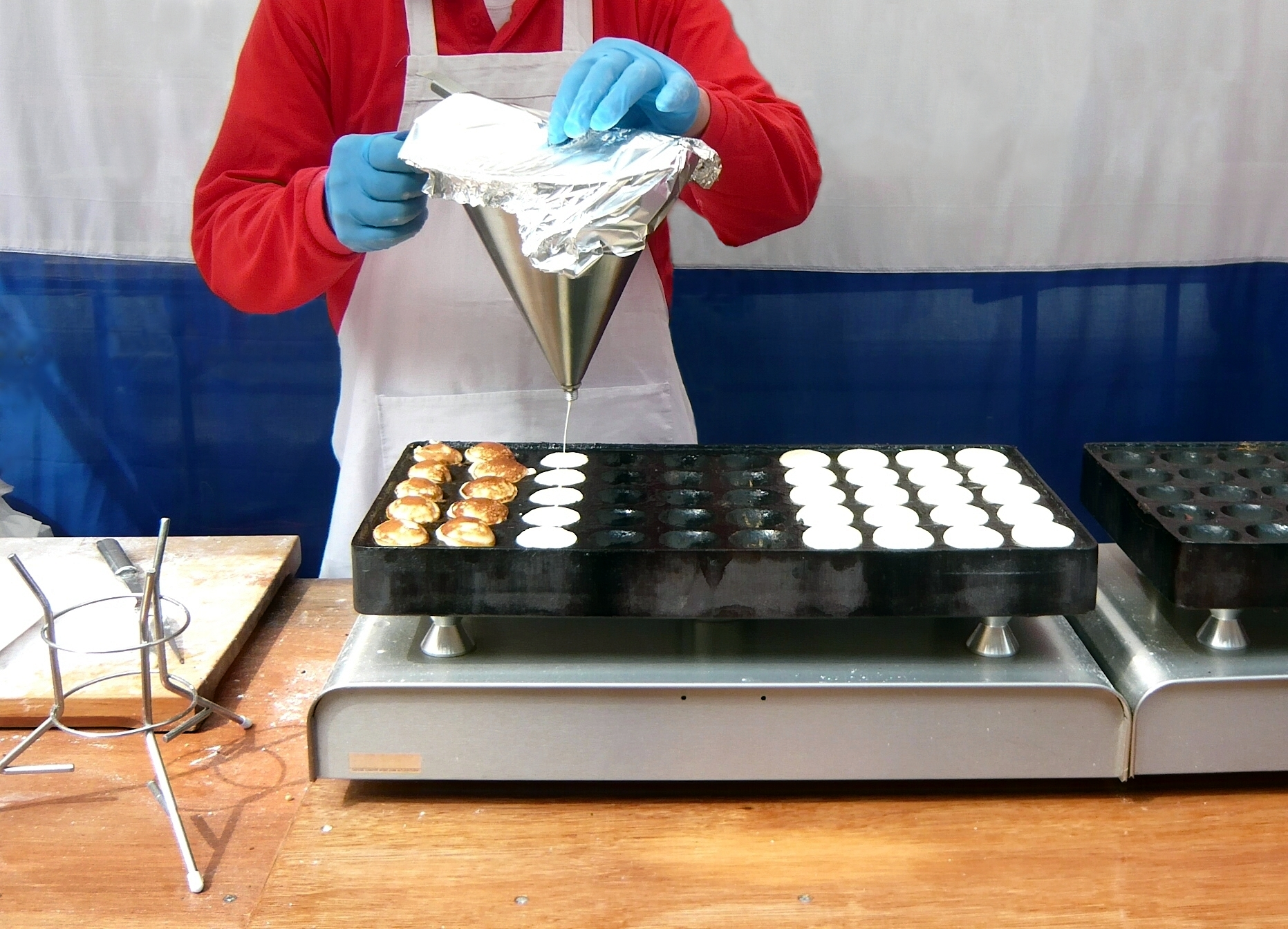
Portionsweises Einfüllen des dünnflüssigen Teiges mit einem Dosiertrichter
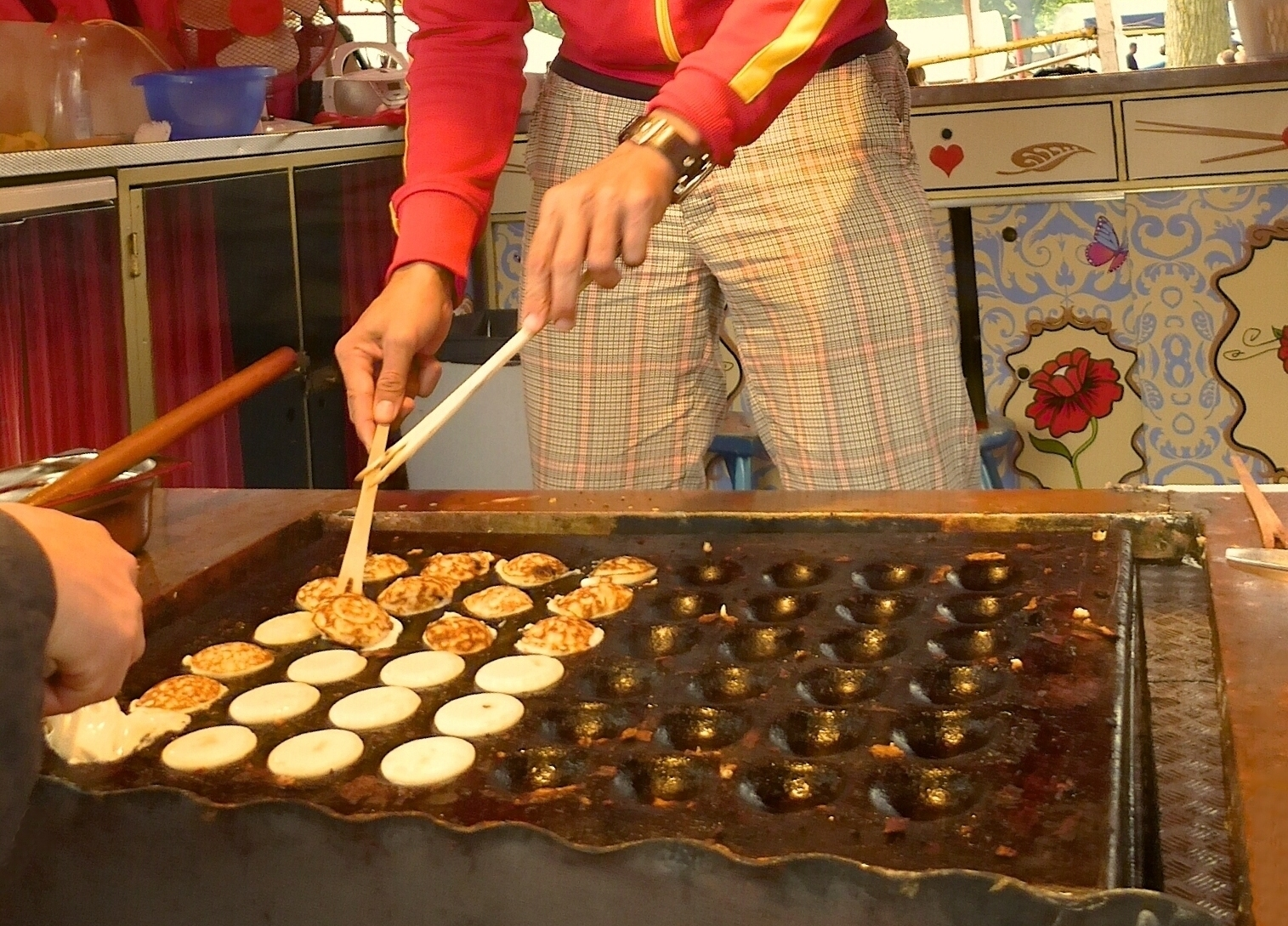
Wenden der Poffertjes nach der Hälfte der Backzeit